# Zoia Jalbă
Zoia Jalbă (n. 3 februarie 1957) este un deputat moldovean în Parlamentul Republicii Moldova, ales în Legislatura 2005-2009 pe listele Partidului Popular Creștin Democrat.